# Flugzeugkollision in der Luft

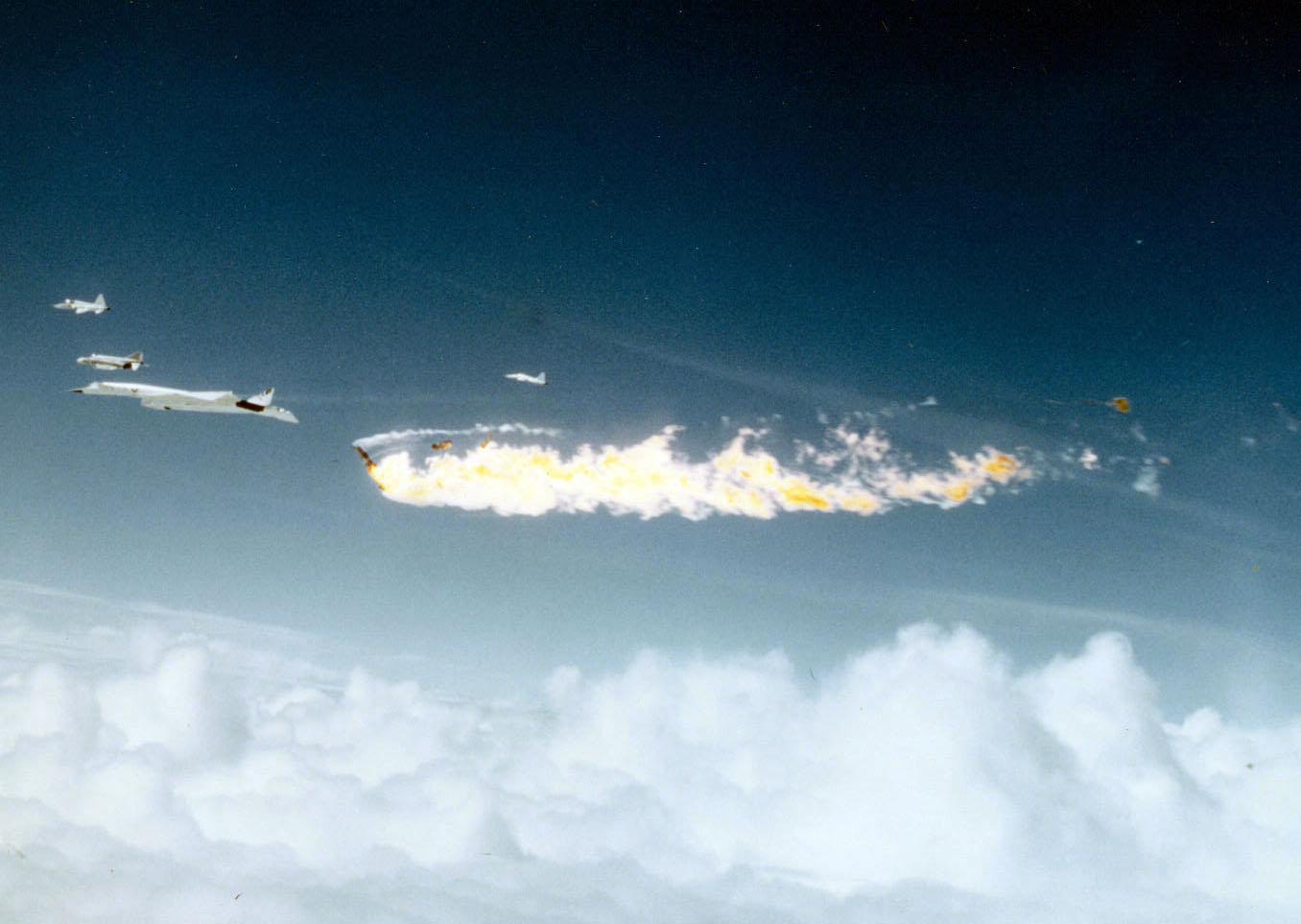
Explosion einer F-104 Starfighter nach einer Kollision mit einer North American XB-70 am 8. Juni 1966

Eine Flugzeugkollision in der Luft (englisch: mid-air collision) ist ein Flugunfall, bei dem ein Flugzeug mit einem anderen Flugzeug in der Luft in Kontakt gerät. Eine solche Kollision führt meist zum Absturz mindestens eines der beteiligten Flugzeuge.
Nachdem sich in den 1950er-Jahren eine Reihe von Zusammenstößen in der Luft ereignete, wurde ab 1956 das Traffic Alert and Collision Avoidance System (TCAS) entwickelt, das schließlich Ende der 1980er-Jahre zunächst in den USA eingeführt wurde.